# オムティヤ
オムティヤ（Omuthiya）はナミビアの町である。オシコト州の州都である。2008年にそれまで州都であったツメブから移転した。

## 交通

### 道路
- 国道B1号 (ナミビア)